# WTA Tier I
De WTA Tier I-toernooien vormden de hoogste categorie vrouwentennistoernooien in de periode 1988 tot en met 2008. Deze toernooien werden georganiseerd door de Women's Tennis Association (WTA) die in 1988 de indeling naar vier categorieën (Tier I tot en met Tier IV) had ingesteld.
De Tier I-toernooien onderscheiden zich van toernooien van lagere categorie door:
1. een grote prijzenpot, samenhangend met:
  - zowel een hoger uit te keren prijzengeld per speelster
  - als een groter aantal deelneemsters;
2. een groter aantal te verdienen punten voor de WTA-ranglijst.

Deze factoren trekken vooral de hoogstgeplaatste speelsters aan (top 30). Speelsters buiten de top 100 maken weinig kans om tot zo'n toernooi te worden toegelaten.

## Lijst van toernooien in categorie Tier I
De volgende toernooien maakten, voor kortere of langere tijd, deel uit van deze categorie:
| ↓ WTA-toernooi in ↓         | 19.. | 19.. | 19..        | 19..        | 19..        | 19..        | 19..        | 19..        | 19..        | 19..        | 19..        | 19..        | 20..        | 20..       | 20..       | 20..       | 20..       | 20..       | 20..       | 20..       | 20..       |
| ↓ WTA-toernooi in ↓         | 88   | 89   | 90          | 91          | 92          | 93          | 94          | 95          | 96          | 97          | 98          | 99          | 00          | 01         | 02         | 03         | 04         | 05         | 06         | 07         | 08         |
| --------------------------- | ---- | ---- | ----------- | ----------- | ----------- | ----------- | ----------- | ----------- | ----------- | ----------- | ----------- | ----------- | ----------- | ---------- | ---------- | ---------- | ---------- | ---------- | ---------- | ---------- | ---------- |
| Berlijn                     |      |      |             |             |             |             |             |             |             |             |             |             |             |            |            |            |            |            |            |            |            |
| Boca Raton                  |      |      |             |             |             |             |             |             |             |             |             |             |             |            |            |            |            |            |            |            |            |
| Chicago                     |      |      |             |             |             |             |             |             |             |             |             |             |             |            |            |            |            |            |            |            |            |
| Doha                        |      |      |             |             |             |             |             |             |             |             |             |             |             |            |            |            |            |            |            |            |            |
| Hilton Head / Charleston    |      |      | Hilton Head | Hilton Head | Hilton Head | Hilton Head | Hilton Head | Hilton Head | Hilton Head | Hilton Head | Hilton Head | Hilton Head | Hilton Head | Charleston | Charleston | Charleston | Charleston | Charleston | Charleston | Charleston | Charleston |
| Indian Wells                |      |      |             |             |             |             |             |             |             |             |             |             |             |            |            |            |            |            |            |            |            |
| Miami                       |      |      |             |             |             |             |             |             |             |             |             |             |             |            |            |            |            |            |            |            |            |
| Montreal / Toronto          |      |      |             |             |             |             |             |             |             |             |             |             |             |            |            |            |            |            |            |            |            |
| Moskou                      |      |      |             |             |             |             |             |             |             |             |             |             |             |            |            |            |            |            |            |            |            |
| Philadelphia                |      |      |             |             |             |             |             |             |             |             |             |             |             |            |            |            |            |            |            |            |            |
| Rome                        |      |      |             |             |             |             |             |             |             |             |             |             |             |            |            |            |            |            |            |            |            |
| San Diego                   |      |      |             |             |             |             |             |             |             |             |             |             |             |            |            |            |            |            |            |            |            |
| Tokio (Pan Pacific)         |      |      |             |             |             |             |             |             |             |             |             |             |             |            |            |            |            |            |            |            |            |
| Zürich                      |      |      |             |             |             |             |             |             |             |             |             |             |             |            |            |            |            |            |            |            |            |
|                             | 88   | 89   | 90          | 91          | 92          | 93          | 94          | 95          | 96          | 97          | 98          | 99          | 00          | 01         | 02         | 03         | 04         | 05         | 06         | 07         | 08         |
| aantal toernooien per jaar: | 2    | 2    | 6           | 6           | 6           | 8           | 8           | 8           | 7           | 9           | 9           | 9           | 9           | 9          | 9          | 9          | 10         | 10         | 10         | 10         | 9          |

## Prijzengeld van toernooien in categorie Tier I
Bedragen in US$.
| jaar | minimum   | gangbaar  | maximum   |
| ---- | --------- | --------- | --------- |
| 1988 | 300.000   | [ 4 ]     | 750.000   |
| 1989 | 300.000   | [ 4 ]     | 750.000   |
| 1990 |           | 500.000   | 750.000   |
| 1991 |           | 500.000   | 750.000   |
| 1992 |           | 550.000   | 800.000   |
| 1993 |           | 750.000   | 900.000   |
| 1994 |           | 750.000   | 1.000.000 |
| 1995 |           | 806.250   | 1.550.000 |
| 1996 |           | 926.250   | 1.550.000 |
| 1997 |           | 926.250   | 1.750.000 |
| 1998 |           | 926.250   | 1.900.000 |
| 1999 | 1.000.000 | 1.050.000 | 1.950.000 |
| 2000 |           | 1.080.000 | 2.525.000 |
| 2001 | 1.185.000 | 1.188.000 | 2.720.000 |
| 2002 |           | 1.224.000 | 2.860.000 |
| 2003 | 1.262.000 | 1.300.000 | 2.960.000 |
| 2004 |           | 1.300.000 | 3.060.000 |
| 2005 |           | 1.300.000 | 3.115.000 |
| 2006 |           | 1.340.000 | 3.450.000 |
| 2007 |           | 1.340.000 | 3.450.000 |
| 2008 |           | 1.340.000 | 3.770.000 |

## Vervolggeschiedenis
Met ingang van het tennisseizoen 2009 schakelde de WTA over op een andere set categorieën. De op dat moment bestaande toernooien van niveau Tier I werden daarbij merendeels toebedeeld aan de nieuwe categorieën Premier Mandatory en Premier Five.
Uitzonderingen:
- het toernooi in Charleston en het toernooi in Moskou degradeerden naar categorie Premier;
- het toernooi in Berlijn en het toernooi in Doha werden in 2009 niet voortgezet.